# Live Free or Die
"Live Free or Die" je 71. epizoda HBO-ove televizijske serije Obitelj Soprano i šesta u šestoj sezoni serije. Napisali su je David Chase, Terence Winter, Robin Green i Mitchell Burgess, režirao Tim Van Patten, a originalno je emitirana 16. travnja 2006. 

## Radnja
Njujorški mafijaši koji su uhvatili Vita Spataforea kako pleše u gay baru proširili su vijest. Salvatore Iaccuzzo iz Yonkersa prenese to Christopheru i njegovu prijatelju "Murmuru", koji je prepričavaju Tonyju i njegovoj ekipi u Bada Bingu. Paulie kaže kako je to kleveta, a Tony inzistira da je potreban dokaz.  
Benny Fazio, Dante Greco i Terry Doria posjećuju Vita u kući na plaži Vitove ljubavnice, gdje se skriva. Pokušaju ga odvesti na sastanak s Tonyjem, ali Vito pobjegne. Vraća se kući, gdje pogleda svoju usnulu djecu, uzme dvije obiteljske slike i svežanj novca te se odveze u kišnu noć. Izbaci mobitel kroz prozor nakon što ga iziritira njegova neprestana zvonjava. Nakon što udari autom u palu krošnju stabla, pronađe se zaglavljen u malom gradu u New Hampshireu.
Vitov naprasni nestanak Christopheru i drugima sugerira kako on nešto skriva. Silvio, koji je razgovarao s Vitovom suprugom, kasnije komentira, "Okružen sam mnoštvom žena. Ta se ne ševi."
Cijelo to vrijeme Tony pokušava dobiti Vita, ali uzalud. Cestovni radnik pronalazi Vitov mobitel koji ne prestaje zvoniti; nakon što ga je Tony zbunio i uvrijedio, radnik baci mobitel pod valjak koji uništi mobitel i daljnje izolira Vita od svoje ekipe.
Glasine se ubrzo šire i dalje, kad Meadow otkriva Carmeli i Rosalie da je Finn vidio kako Vito oralno zadovoljava zaštitara na gradilištu gdje su Finn i Vito radili. Tony odvede Finna u stražnju sobu Satriale'sa i upita ga da ponovi priču pred okupljenim mafijašima. Činjenica da je Vito "hvatao" umjesto "bacanja" usluge dodatno zabrine skupinu, pogotovo Paulieja. Finn biva zastrašen ispitivanjem i užasnut mišlju da će mafijaši "izvršiti vlastitu pravdu" na Vitu zbog njegove seksualne orijentacije. Finn kasnije izaziva Meadowinu racionalizaciju očeva posla kao talijanske tradicije.
Meadow i sama preispituje svoje vrijednosti kad u pravnom centru počne suosjećati s afganistanskom muslimanskom obitelji čijeg je sina zadržala policija te ga sumnjiči za terorističke aktivnosti, ali ne dobiva potporu kod kuće. Njezina priča navede Tonyja da upita Christophera da li su njegovi arapski prijatelji Ahmed i Muhammad teroristi. Christopher kaže Tonyju kako je dvojac previše tolerantan i amerikaniziran da bi bili teroristi, ali je zabrinut zbog sugestije.
Paulie, osjećajući osobnu izdaju, prednjači u traženju Vitove "glave". Počinju se širiti glasine kako ekipa odbjeglog kapetana neće slušati njegove naredbe, a neki izražavaju želju da ga sami ubiju. Tony, koji dr. Melfi izražava svoju ambivalentnost oko stvarne važnosti Vitove seksualne orijentacije, uspijeva obuzdati pozive na krvoproliće jer razmatra kako bi se Vitova smrt odrazila na njegovu suprugu i djecu, ali i na vlastiti dohodak. Nakon Tonyjeve sugestije Silviu kako neće hvatati Vita, Silvio naglašava kako će Tonyjevi kapetani koristiti milost kao ispriku za još manje novčane iznose.
Phil Leotardo dolazi utješiti smetenu rođakinju Marie. Phil se raspituje da li bi Marie mogla pomoći locirati Vita, navodno kako bi mu se našla nekakva pomoć.
U svojem skrovištu u New Hampshireu, Vito neuspješno pokuša locirati svoga rođaka, druži se s mještanima i turistima, te primjećuje kako je homoseksualni par toplo dočekan u lokalnoj zalogajnici. U miru i tišini, Vito se zaustavlja pokraj pitoreskne rijeke, a zatim posjećuje antikvarnicu. Diveći se najskupljim primjercima, dobiva kompliment od vlasnika kako "ima dobro oko" i da je "prirodan talent".
U međuvremenu, Carmela otkriva da se Angie Bonpensiero potajno udružila s nekim članovima Christopherove ekipe, nudeći pozajmice i kupujući automobilske dijelove. Carmela pokuša pritisnuti Tonyja da posjeti građevinskog inspektora kako bi nastavila s gradnjom kuće na obali, ali sve se čini uzalud; čini se kako je Tony zaboravio na njezin zahtjev, a Carmela se osupne kad otkrije da se njezin otac sprema prodati materijal s gradilišta.

## Glavni glumci
- James Gandolfini kao Tony Soprano
- Lorraine Bracco kao dr. Jennifer Melfi
- Edie Falco kao Carmela Soprano
- Michael Imperioli kao Christopher Moltisanti
- Dominic Chianese kao Corrado Soprano, Jr. *
- Steven Van Zandt kao Silvio Dante
- Tony Sirico kao Paulie Gualtieri
- Robert Iler kao A.J. Soprano
- Jamie-Lynn Sigler kao Meadow Soprano
- Aida Turturro kao Janice Soprano *
- Steve Schirripa kao Bobby Baccalieri
- Vincent Curatola kao Johnny Sack
- Frank Vincent kao Phil Leotardo
- John Ventimiglia kao Artie Bucco
- Joseph R. Gannascoli kao Vito Spatafore
- Dan Grimaldi kao Patsy Parisi
- Toni Kalem kao Angie Bonpensiero
- Sharon Angela kao Rosalie Aprile

* samo potpis

### Gostujući glumci
| - Tom Aldredge kao Hugh De Angelis - Nick Annunziata kao Eddie Pietro - Jacqueline Antaramian kao gđa. Fahim Ulleh Khan - Afeefa Ayube kao Afaf Khan - Edoardo Ballerini kao Corky Caporale - John Bianco kao Gerry Torciano - Susan Blommaert kao Betty Wolf - Frank Borrelli kao Vito Spatafore, Jr. - Elizabeth Bracco kao Marie Spatafore - Julia Montgomery Brown kao imućna kućanica - Max Casella kao Benny Fazio - Ron Castellano kao Terry Doria - John Costelloe kao Jim Witowski - Cal Crenshaw kao mještanin - Leo Daignault kao Don - Robert Feeley kao pacijent s rehabilitacije - Paulina Gerzon kao Francesca Spatafore | - Louis Gross kao Perry Annunziata - James Hindman kao Carty - Will Janowitz kao Finn DeTrolio - Selenis Leyva kao Jill Dibiaso - Amanda Magnavita kao dadilja - Michael Malone kao vlasnik antikvarnice - Danny Mastrogiorgio kao Kevin Mucci - Laith Nakli kao g. Fahim Ulleh Khan - Arthur J. Nascarella kao Carlo Gervasi - Anthony J. Ribustello kao Dante Greco - Suzanne Shepherd kao Mary De Angelis - Raymond Anthony Thomas kao zastavnik - Adam Trese kao Michael Kardish - Maureen Van Zandt kao Gabriella Dante - Lenny Venito kao James "Murmur" Zancone - Donna Villella kao Rae 'Rafaella' Martino - Georgianne Walken kao mještanka |

## Naslovna referenca
- Naslov epizode, "Live Free or Die", odnosi se na državni moto New Hampshirea, kojeg Vito primjećuje na automobilskoj registraciji dok razmišlja o samoubojstvu u fiktivnim gradiću Dartfordu.
- Naslov se odnosi i na odluku o Vitovoj sudbini: pustiti ga da živi ili ubiti ga.

## Produkcija
- Scene snimljene za grad Dartford u New Hampshireu zapravo su snimljene u Boontonu u New Jerseyju.
- Ovo je posljednja epizoda koju je napisao scenaristički bračni par Robin Green i Mitchell Burgess. Oni su napustili seriju, na kojoj su surađivali od prve sezone, kako bi producirali novi projekt za HBO koji nikad nije ugledao svjetlo dana.
- Sharon Angela (Rosalie Aprile) sada je potpisana na uvodnoj špici, ali samo u epizodama u kojima se pojavljuje.
- U sceni s dr. Melfi, Tony se referira na kontroverzne komentare američkog senatora Ricka Santoruma (pogrešno izgovorivši njegovo prezime kao "Sanatorium") koji je jednom tvrdio kako bi vladino legaliziranje homoseksualnih brakova bio prvi korak u toleriranju još kontroverznijih praksi, kao što je bestijalnost.
- Nakon što Finn potvrđuje ekipi Soprano da je uhvatio Vita kako zadovoljava zaštitara, Christopher predlaže da bi mu trebalo odsjeći penis i "nahraniti ga njime". Ista je sudbina snašla lik Michaela Imperiolija od strane Vijetkonga u filmu Mrtvi predsjednici.
- Osim toga, u sceni gdje Finn potvrđuje Vitovu seksualnu orijentaciju, stol i raspored sjedenja ekipe postavljeni su tako da podsjećaju na kompoziciju Posljednje večere, ali i na ugođaj, jer Christopher i Paulie ističu kako se radi o "izdaji".

## Glazba
- Tijekom odjavne špice svira "4th of July" sastava X.
- Kad Meadow govori Carmeli i Rosalie Aprile o Vitu i zaštitaru, Tony silazi niz stube uz uvodne stihove pjesme "Aqualung" Jethro Tulla.

## Vanjske poveznice
- Live Free or Die u internetskoj bazi filmova IMDb-a